# Xenopus
Xenopus Wagler, 1827 è un genere di anfibi anuri della famiglia dei Pipidae.

## Tassonomia
Questo genere comprende 29 specie:
- Xenopus allofraseri  Evans, Carter, Greenbaum, Gvoždík, Kelley, McLaughlin, Pauwels, Portik, Stanley, Tinsley, Tobias, and Blackburn, 2015
- Xenopus amieti  Kobel, du Pasquier, Fischberg, and Gloor, 1980
- Xenopus andrei  Loumont, 1983
- Xenopus borealis  Parker, 1936
- Xenopus boumbaensis  Loumont, 1983
- Xenopus calcaratus  Peters, 1875
- Xenopus clivii  Peracca, 1898
- Xenopus epitropicalis Fischberg, Colombelli, and Picard, 1982 (prima della revisione tassonomica sotto il genere Silurana, ora sinonimo del genere Xenopus)[2]
- Xenopus eysoole  Evans, Carter, Greenbaum, Gvoždík, Kelley, McLaughlin, Pauwels, Portik, Stanley, Tinsley, Tobias, and Blackburn, 2015
- Xenopus fischbergi  Evans, Carter, Greenbaum, Gvoždík, Kelley, McLaughlin, Pauwels, Portik, Stanley, Tinsley, Tobias, and Blackburn, 2015
- Xenopus fraseri  Boulenger, 1905
- Xenopus gilli  Rose and Hewitt, 1927
- Xenopus itombwensis Evans, Carter, Tobias, Kelley, Hanner, and Tinsley, 2008
- Xenopus kobeli  Evans, Carter, Greenbaum, Gvoždík, Kelley, McLaughlin, Pauwels, Portik, Stanley, Tinsley, Tobias, and Blackburn, 2015
- Xenopus laevis  (Daudin, 1802)
- Xenopus largeni  Tinsley, 1995
- Xenopus lenduensis Evans, Greenbaum, Kusamba, Carter, Tobias, Mendel, and Kelley, 2011
- Xenopus longipes  Loumont and Kobel, 1991
- Xenopus mellotropicalis  Evans, Carter, Greenbaum, Gvoždík, Kelley, McLaughlin, Pauwels, Portik, Stanley, Tinsley, Tobias, and Blackburn, 2015
- Xenopus muelleri  (Peters, 1844)
- Xenopus parafraseri  Evans, Carter, Greenbaum, Gvoždík, Kelley, McLaughlin, Pauwels, Portik, Stanley, Tinsley, Tobias, and Blackburn, 2015
- Xenopus petersii  Bocage, 1895
- Xenopus poweri  Hewitt, 1927
- Xenopus pygmaeus  Loumont, 1986
- Xenopus ruwenzoriensis  Tymowska and Fischberg, 1973
- Xenopus tropicalis (Gray, 1864) (prima della revisione tassonomica sotto il genere Silurana, ora sinonimo del genere Xenopus)[2]
- Xenopus vestitus  Laurent, 1972
- Xenopus victorianus  Ahl, 1924
- Xenopus wittei  Tinsley, Kobel, and Fischberg, 1979

## Distribuzione
Sono diffusi principalmente nelle regioni tropicali dell'Africa. Alcune specie, come Xenopus laevis, a causa del grande utilizzo come animali da laboratorio e da acquario, si sono diffuse in alcuni stati degli Stati Uniti meridionali, in Cile, in Galles, in Francia e, recentemente, in Italia (Sicilia).